# Courtland (Name)
Courtland ist ein seltener englischer Vorname. Er findet sowohl als Männer- als auch als Frauenname Verwendung.

## Herkunft und Bedeutung
Der Name Courtland ist altenglischen Ursprungs und seine Bedeutung liegt im Dunkeln. Möglicherweise steht er im Zusammenhang mit dem Namen Cort, der englischen Form des deutschen Namen Kurt. Er wird gelegentlich als land of the court also Land des Fürsten- bzw. Gerichtshofs interpretiert.

## Varianten
- Cortland
- Cortlandt
- Courtlandt
- Court

## Bekannte Namensträger

### Vornamen
- Cortland Finnegan (* 1984), US-amerikanischer Footballspieler
- Courtland Hoppin (1834–1876), US-amerikanischer Arzt und Homöopat
- Courtland C. Matson (1841–1915), US-amerikanischer Politiker
- Courtland Winn (1863–1940), US-amerikanischer Politiker
- C. D. B. Bryan (Courtlandt Dixon Barnes Bryan; 1936–2009), US-amerikanischer Autor und Journalist

### Zweitnamen
- Karl Cortlandt Schuyler (1877–1933), US-amerikanischer Politiker
- Peter Courtland Agre (* 1949), US-amerikanischer Molekularbiologe

### Familiennamen
- Jerome Courtland (1926–2012), US-amerikanischer Filmregisseur